# Христо Гъбенски
Христо Иванов Гъбенски е учител, общественик и дарител. Автор на първата история на гр. Габрово в съавторство със своя брат Петър Гъбенски. 

## Биография
Христо Гъбенски е роден на 15 ноември 1866 г. в град Габрово. Останал сирак, заедно с брат си Петър и две сестри. Бащата, свещеник Иван Гъбенски (Петков) е обесен след потушаването на Априлското въстание, заедно с Цанко Дюстабанов и Еким Цанков на 15 юли 1876 г. в гр. Търново.
Благодарение на училищна стипендия, Христо Гъбенски завършва Априловската гимназия (1885) с много добър успех и е назначен за учител в Търново. След 10 години се премества в Габрово (1895 – 1911). Директор на петокласното девическо училище (1895 – 1902) и Мъжката гимназия (1902 – 1911). През 1911 г. се преселва в София, а през 1914 г. се пенсионира.
Христо Гъбенски е не само добър учител и педагог, но и общественик. Като читалищен деятел организира Махленски театър в Горния край (ул. Николаевска). Сам рисува декорите за постановките. Разполага с голяма библиотека, която е на разположение на всички учащи и граждани. През 1911 г. я подарява на Габровското читалище, а през 1932 г. на музея. Пионер на шахмата в Габрово. Сътрудничи на вестник „Възраждане“ (Габрово, 1899 г.) и сп. „Училищен преглед“ (1906).
Намира вечен покой на 9 декември 1943 г. в София.

## Първата история на Габрово
Първите писмени сведения за Габрово са направени от чужденците, които са пътували из Българските земи. В техните съчинения намираме ценни сведения и за Габрово:
- Марсили – 1744 г.
- Майер – 1820 г.
- Тийц – 1734 г.
- Али Бус – 1854 г.
- Феликс Каниц – 1875 г.
- Григорович – 1877 г.
- Константин Иречек – 1899 г.

В средата на XIX век се появяват по-значтелни сведения, статии, дописки в българския периодичен печат:
- Вестник „Турция“
- Вестник „Макединия“
- Вестник „Дунав“
- Вестник „Век“
- Вестник „Право“ и др.

Първите габровци, които пишат за града са Васил Априлов, Илия Христович („Нещо за Габрово“).
Едва през 1903 г. братята Христо Гъбенски и Петър Гъбенски, издават първата история на Габрово под наслов: „История на града Габрово и габровските въстания“, печатница „Заря“. Книгата е издание на Габровската община, с обем 146 страници и цена 1,50 лв. Макар и скромен, този труд е от особено значение и източник на информация, особено за въстанията от Габровско. В предговора пишат: „Ние не можем да се похвалим, че сме направили нещо съвършено; целта ни беше само да изнесем в печата само това, което ходи от уста на уста между старите габровци, както за въстанията, тъй и за историята на града, за да го запазим и да дадем възможност на младите да видят какво е било едно време в Габрово и как са работили бащите и дедите им“.
В тази връзка Христо Гъбенски направил научна екскурзия през 1900 г., заедно с някои от участниците в тях: Георги Бучаров, Ганчо Мацков, Цоню Постомпиров, Симеон Петров и Петър Маринчев. Придружени са от учителите Никола Драганов, Захари Иванов, Васил Станчев, Христофор Хесапчиев и фотографа Карл Либих. Водени от чисто родолюбиви чувства и възрожденски идеализъм, цели 10 години братята събират информация, исторически материал от различни документи и спомени, публикации във вестници и списания. За положения труд не са получили никакъв хонорар. Средствата от продажбата вложили във фонд „Вдигнете паметник на Габровските въстания“.